# Françoise de Montmorency-Fosseux

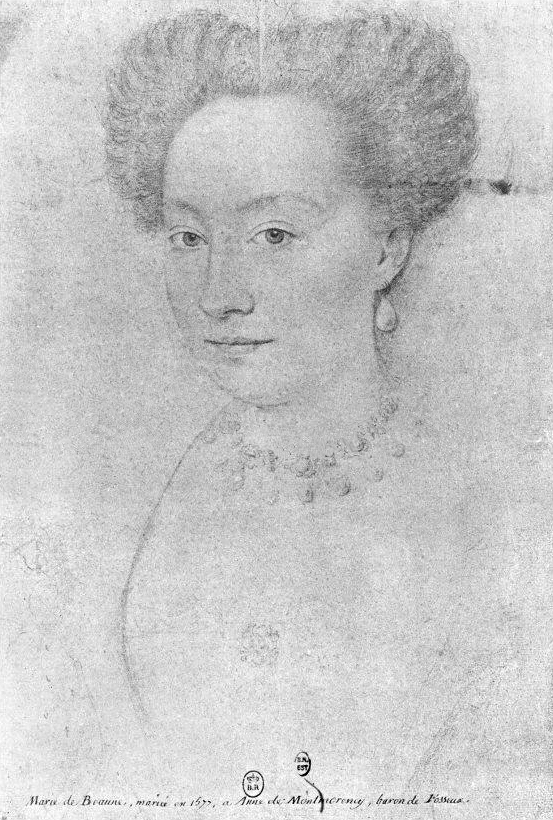
Françoise de Montmorency-Fosseux

Françoise de Montmorency-Fosseux (* wahrscheinlich 1564; † unbekannt), oft La Fosseuse genannt, war eine Mätresse des französischen Königs Heinrich IV.

## Leben
Françoise war die jüngste von fünf Töchtern Pierres de Montmorency, baron de Fosseux, marquis de Thury und dessen Frau Jacqueline d’Avaugour. Sie stand als Ehrendame in den Diensten der späteren französischen Königin Margarete von Valois. Von 1579 bis 1581 war sie die offizielle Geliebte König Heinrichs IV. und gebar ihm eine Tochter, die jedoch tot zur Welt kam. Gemeinsam mit Königin Margarete ging sie 1582 vom navarresischen Hof in Nérac nach Paris und heiratete am 11. Mai 1596 François de Broc, Baron von Cinq-Mars.